# Fiat Nuova 500
Fiat Nuova 500 (італ. cinquecento вимовляється як [ˌtʃiŋkweˈtʃɛnto]) — автомобіль A-класу, що вироблявся італійською компанією Fiat з 1957 по 1975 рік (модифікація Fiat 500 K виготовлялася до 1977-го). Конструктор автомобіля — Dante Giacosa.
Представлений публіці під назвою Nuova 500 (Новий 500) в липні 1957 року, автомобіль був названий на честь популярної довоєнної моделі Fiat 500 Topolino, і позиціонувався як дешева і практична машина для міста. При довжині всього 3 метри, бувши оснащеним маленьким двоциліндровим двигуном об'ємом 479 см3 з повітряним охолодженням, Фіат 500 заново визначив поняття «маленький автомобіль» і вважається одним з перших в класі City car.
Часто доводиться чути, що Fiat 500 був прототипом для радянського ЗАЗ-965, але це не правильно — насправді відправною точкою робіт по першому «Запорожцю» була більша чотиримісна, чотирициліндрова модель Fiat 600, причому її конструкція була перероблена такою значною мірою, що говорити про пряме копіювання більшості технічних рішень італійського прототипу неможливо.
2007 року компанія «Фіат» почала виробництво зовні схожого автомобіля під назвою Fiat 500.
Всього виготовлено 4 250 000 автомобілів Fiat Nuova 500.

## Двигуни
- 479 см3 I2 13,5 к.с. 27,5 Нм
- 499 см3 I2 18 к.с. 31-35,3 Нм
- 499 см3 I2 21,5 к.с. 41 Нм (500 Sport)
- 594 см3 I2 18 к.с. 36 Нм

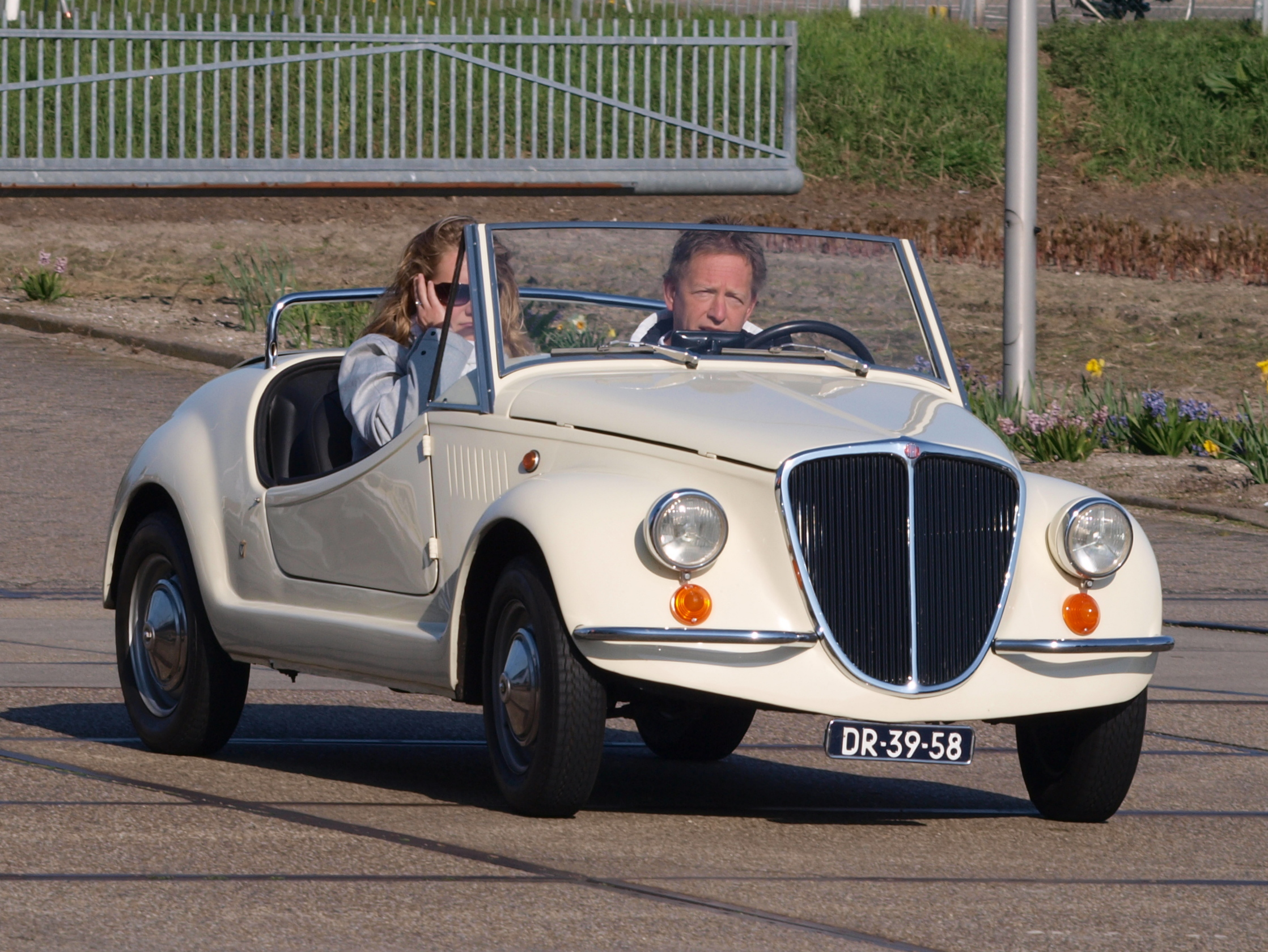
Fiat 500L Vignale
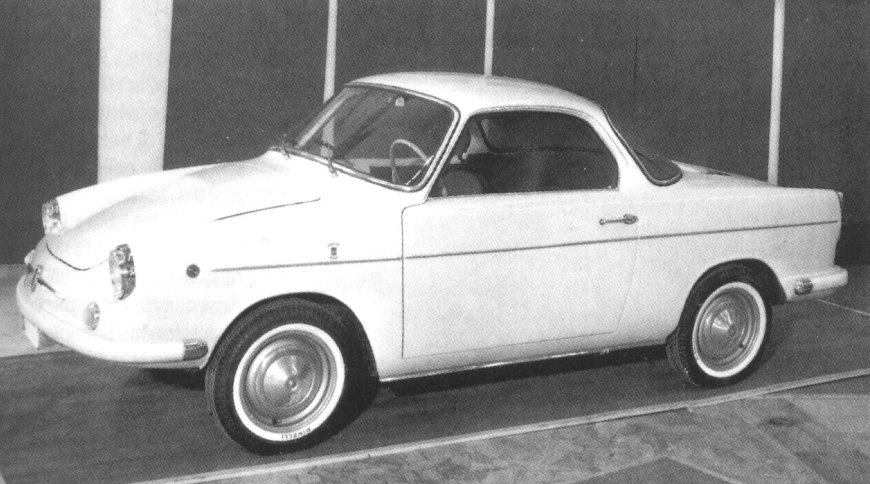
Fiat 500 Coupe Moretti
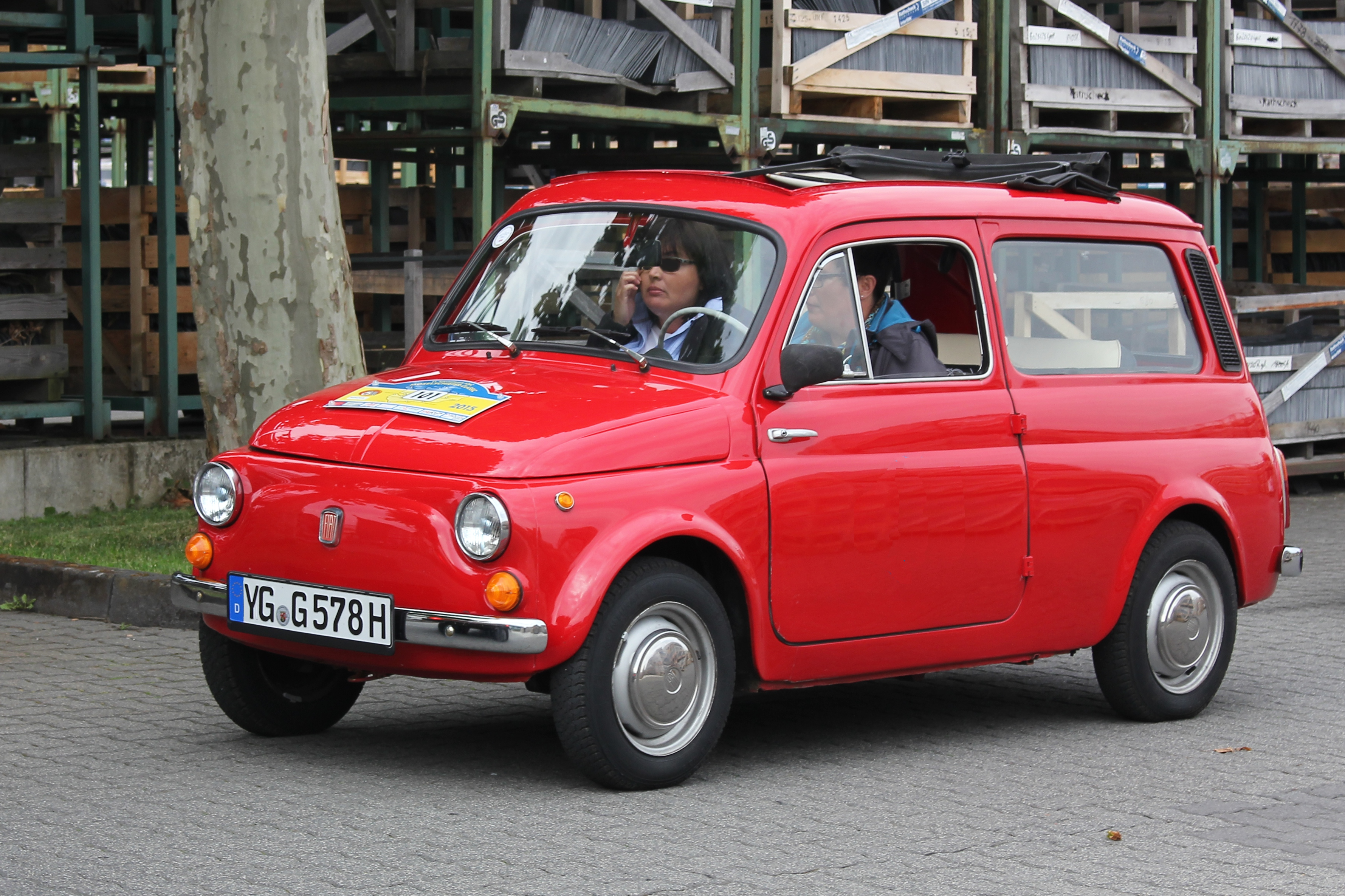
Fiat 500 Giardiniera
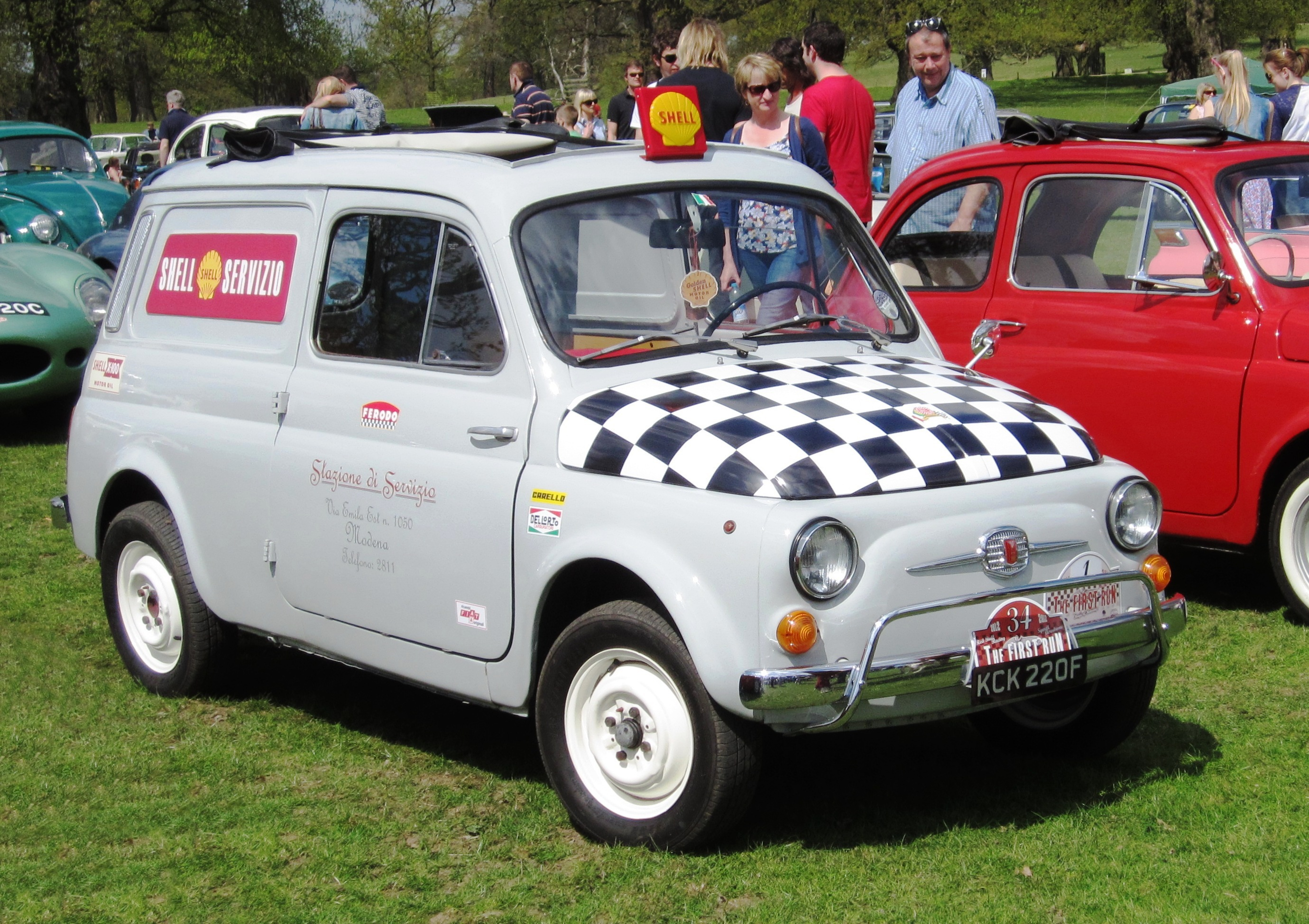
Fiat 500 van
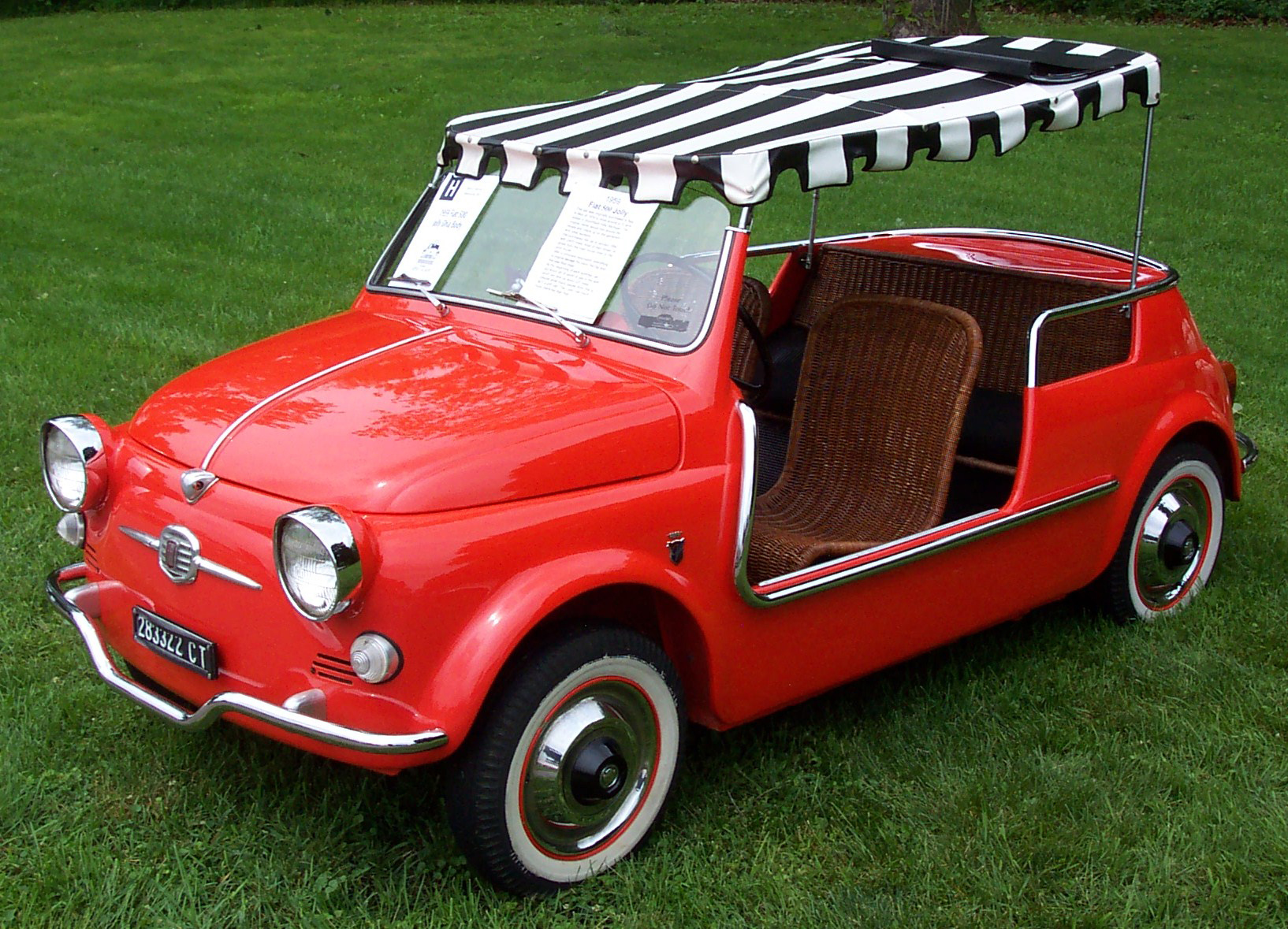
Fiat 500 Ghia Jolly